# Internazionali d'Italia 1994
Gli Internazionali d'Italia 1994 sono stati un torneo di tennis giocato sulla terra rossa.
È stata la 51ª edizione degli Internazionali d'Italia, che fa parte della categoria ATP Super 9 nell'ambito dell'ATP Tour 1994,
e della Tier I nell'ambito del WTA Tour 1994.
Sia che il torneo maschile che quello femminile si sono giocati al Foro Italico di Roma in Italia.

## Campioni

### Singolare maschile
Pete Sampras ha battuto in finale  Boris Becker con il punteggio di 6–1, 6–2, 6–2

### Singolare femminile
Conchita Martínez ha battuto in finale  Martina Navrátilová con il punteggio di 7–6(5), 6–4

### Doppio maschile
Evgenij Kafel'nikov /  David Rikl hanno battuto in finale  Wayne Ferreira /  Javier Sánchez con il punteggio di 6–1, 7–5

### Doppio femminile
Gigi Fernández /  Nataša Zvereva hanno battuto in finale  Gabriela Sabatini /  Brenda Schultz con il punteggio di 6–1, 6–3